# Al Naslaa
Al Naslaa est un double rocher-champignon situé à 50 km au sud de l'oasis de Tayma, dans la province de Tabuk, en Arabie saoudite.

## Description
Le rocher d'Al Naslaa mesure environ 6 mètres de haut et 9 mètres de large. Il est divisé en son milieu en deux parties, toutes deux équilibrées sur de petits socles naturels. La forme générale du rocher peut être due à l'érosion éolienne et à l'altération chimique qui aurait pu être possible en raison des conditions humides dans la face inférieure protégée de la roche. Il est divisé en deux par ce qui pourrait être une diaclase, dont la rectitude parfaite est étonnante.

## Art rupestre
Le rocher est couvert sur sa face sud-est de gravures rupestres de figures animales, dont l'âge est indéterminé.
On trouve également des gravures rupestres dans les alentours immédiats du rocher, qui présentent des figures d'animaux, des scènes de chasse et des figures humaines, ou de simples motifs géométriques.